# Nymphargus mariae
Nymphargus mariae es una especie  de anfibio anuro de la familia Centrolenidae. Se encuentra en Perú. Se encuentra amenazada de extinción por la pérdida de su hábitat natural.